# Mate Baturina
Mate Baturina (Spalato, 1º agosto 1973) è un ex calciatore croato, di ruolo attaccante.

## Biografia
Nato a Spalato, anche i suoi figlio Roko e Martin sono calciatori professionisti.

## Statistiche

### Cronologia presenze e reti in nazionale
| Cronologia completa delle presenze e delle reti in nazionale ― Croazia | Cronologia completa delle presenze e delle reti in nazionale ― Croazia | Cronologia completa delle presenze e delle reti in nazionale ― Croazia | Cronologia completa delle presenze e delle reti in nazionale ― Croazia | Cronologia completa delle presenze e delle reti in nazionale ― Croazia | Cronologia completa delle presenze e delle reti in nazionale ― Croazia | Cronologia completa delle presenze e delle reti in nazionale ― Croazia | Cronologia completa delle presenze e delle reti in nazionale ― Croazia |
| Data                                                                   | Città                                                                  | In casa                                                                | Risultato                                                              | Ospiti                                                                 | Competizione                                                           | Reti                                                                   | Note                                                                   |
| ---------------------------------------------------------------------- | ---------------------------------------------------------------------- | ---------------------------------------------------------------------- | ---------------------------------------------------------------------- | ---------------------------------------------------------------------- | ---------------------------------------------------------------------- | ---------------------------------------------------------------------- | ---------------------------------------------------------------------- |
| 13-6-1999                                                              | Seul                                                                   | Croazia                                                                | 2 – 2                                                                  | Egitto                                                                 | Amichevole                                                             | -                                                                      | 90+3’                                                                  |
| Totale                                                                 |                                                                        | Presenze                                                               | 1                                                                      |                                                                        | Reti                                                                   | 0                                                                      |                                                                        |

| Cronologia completa delle presenze e delle reti in nazionale ― Croazia under 21 | Cronologia completa delle presenze e delle reti in nazionale ― Croazia under 21 | Cronologia completa delle presenze e delle reti in nazionale ― Croazia under 21 | Cronologia completa delle presenze e delle reti in nazionale ― Croazia under 21 | Cronologia completa delle presenze e delle reti in nazionale ― Croazia under 21 | Cronologia completa delle presenze e delle reti in nazionale ― Croazia under 21 | Cronologia completa delle presenze e delle reti in nazionale ― Croazia under 21 | Cronologia completa delle presenze e delle reti in nazionale ― Croazia under 21 |
| Data                                                                            | Città                                                                           | In casa                                                                         | Risultato                                                                       | Ospiti                                                                          | Competizione                                                                    | Reti                                                                            | Note                                                                            |
| ------------------------------------------------------------------------------- | ------------------------------------------------------------------------------- | ------------------------------------------------------------------------------- | ------------------------------------------------------------------------------- | ------------------------------------------------------------------------------- | ------------------------------------------------------------------------------- | ------------------------------------------------------------------------------- | ------------------------------------------------------------------------------- |
| 19-4-1994                                                                       | Myjava                                                                          | Slovacchia under 21                                                             | 1 – 0                                                                           | Croazia under 21                                                                | Amichevole                                                                      | -                                                                               |                                                                                 |
| 3-9-1994                                                                        | Pärnu                                                                           | Estonia under 21                                                                | 1 – 2                                                                           | Croazia under 21                                                                | Qual. Europeo Under-21 1996                                                     | -                                                                               | 90+4’                                                                           |
| 8-10-1994                                                                       | Zagabria                                                                        | Croazia under 21                                                                | 2 – 0                                                                           | Lituania under 21                                                               | Qual. Europeo Under-21 1996                                                     | -                                                                               | 51’                                                                             |
| Totale                                                                          |                                                                                 | Presenze                                                                        | 3                                                                               |                                                                                 | Reti                                                                            | 0                                                                               |                                                                                 |

## Palmarès

### Club

#### Competizioni nazionali
- Coppa di Croazia: 1

Hajduk Spalato: 1999-2000
- Campionato svizzero: 1

Grasshoppers: 2002-2003

### Individuale
- Capocannoniere del campionato croato: 1

1997-1998 (18 gol)